# 明蜀王陵駅
明蜀王陵駅（みんしょくおうりょうえき、中国語：明蜀王陵站、英語：Mingshuwangling Station）は中国四川省成都市竜泉駅区成洛大道にある、成都地下鉄4号線の駅。2017年6月2日に開業。計画・工事段階での駅名は「十陵東駅」。

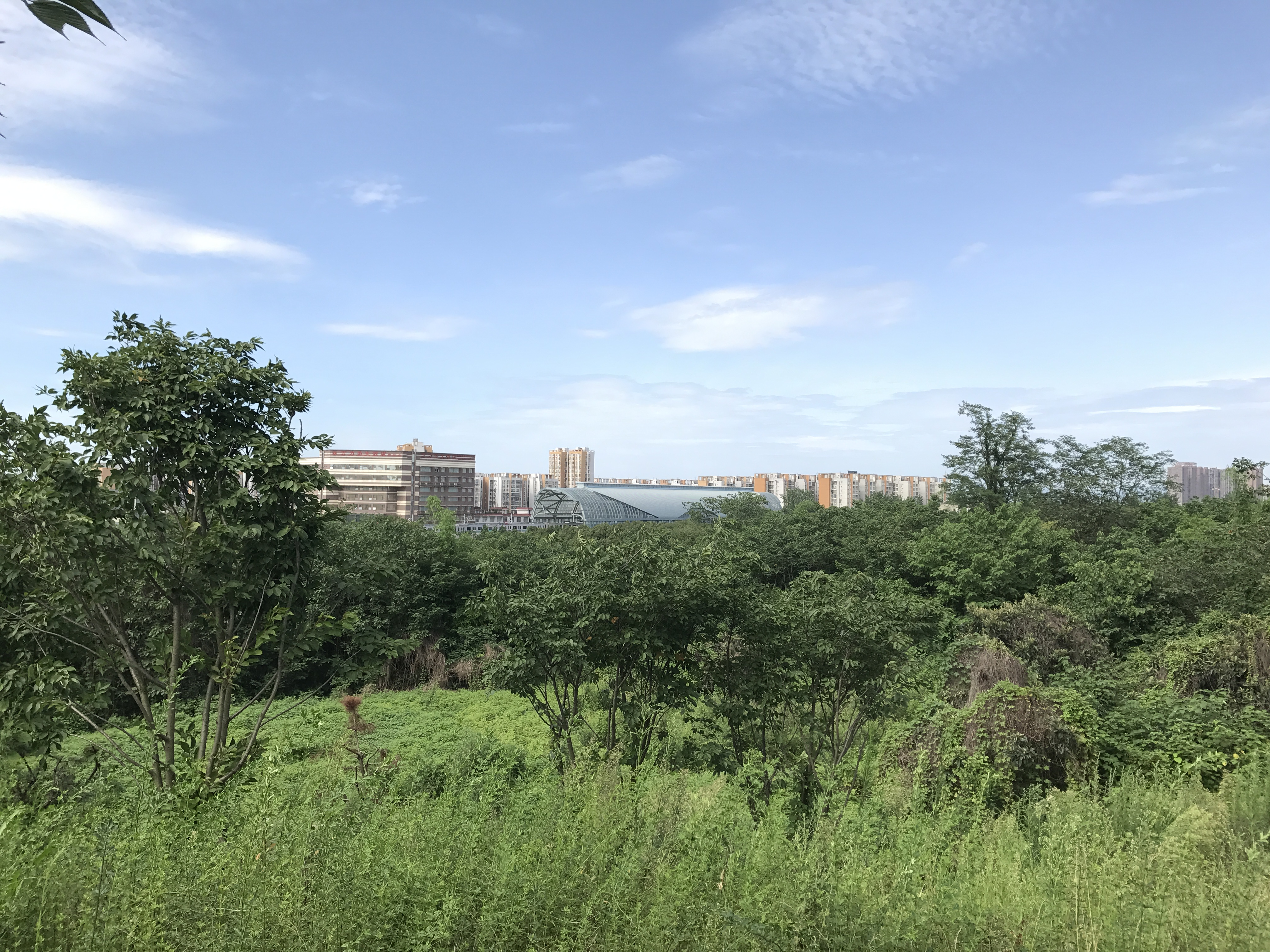
青龍湖公園から眺めた明蜀王陵駅

## 駅構造
相対式ホーム2面2線の高架駅。
| 地上 二階 | 相対式ホーム、万盛方面のりば       | 相対式ホーム、万盛方面のりば     | 相対式ホーム、万盛方面のりば |
| 地上 二階 | ■4号線 万盛方面（次の駅:成都大学） |                                  |                              |
| 地上 二階 | ■4号線 西河方面（次の駅:西河）     |                                  |                              |
| 地上 二階 | 相対式ホーム、西河方面のりば       |                                  |                              |
| 地上 一階 | 駅ロビー                           | 出入口、自動券売機、駅売店、改札 |                              |

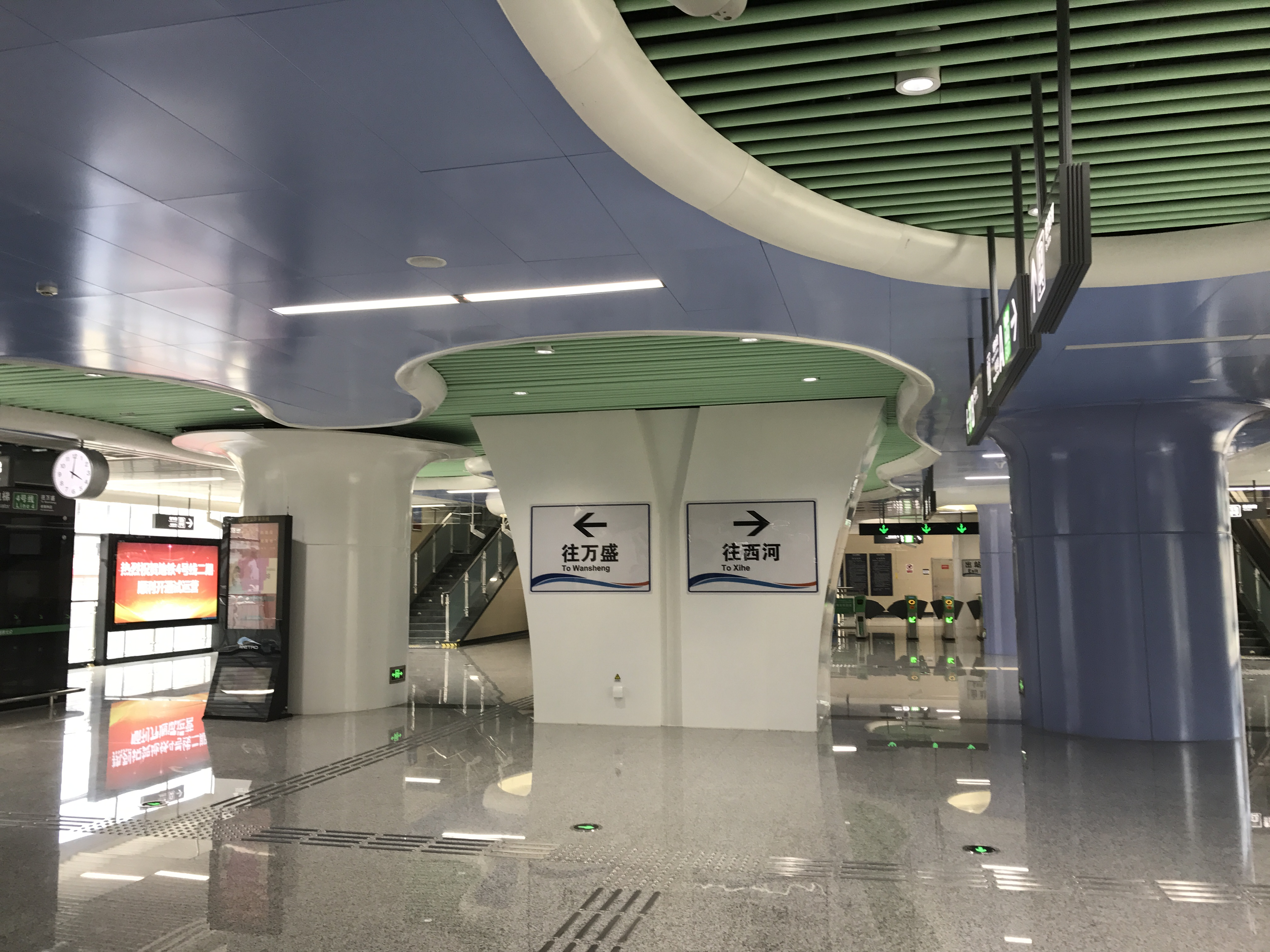
一階ロビー
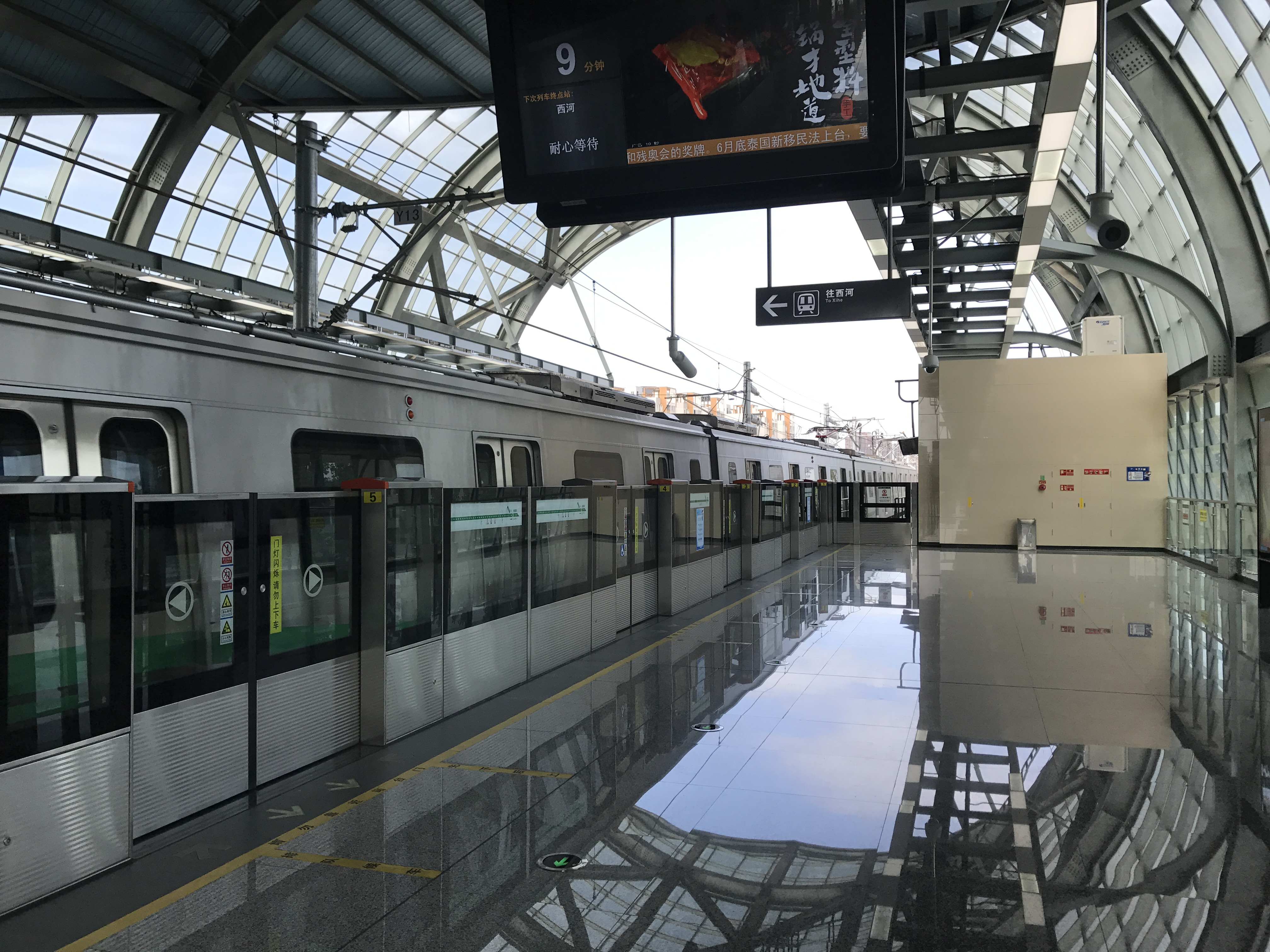
ホーム

## 出入口
出入口は2つある。
|                                               |      |                  |                                        |
| 出入口番号                                    | 設備 | 場所             | 出入口周辺                             |
| 出口 · A                                      |      | 成洛大道，明蜀路 | 明蜀王陵、成都大学附属医院（十陵医院） |
| 出口 · B                                      |      | 成洛大道         | 明蜀新村                               |
| 注： エレベーター \| 車椅子の昇降台 \| トイレ |      |                  |                                        |

## 隣の駅
成都地下鉄
■4号線
成都大学駅 - 明蜀王陵駅  - 西河駅